# Usenet Service Provider
Sebbene la maggior parte degli ISP permetta ai propri utenti l'accesso ad Usenet come servizio accessorio, esistono taluni enti - commerciali o senza scopo di lucro - che offrono a chi ne sia sprovvisto la possibilità di accedere ai newsgroup. Essi sono chiamati Usenet Service Provider.
A seconda del tipo di servizio offerto e delle condizioni a cui viene prestato, questi soggetti possono essere suddivisi in varie categorie.

## Imprese commerciali
Esistono aziende - di solito ISP stessi - che offrono a pagamento l'accesso ai newsgroup, in particolare a quelli binari. La tariffazione può avvenire - a seconda dei casi - per unità di tempo oppure per volume di dati scaricati. Alcuni filtrano i contenuti dei newsgroup binari per escludere lo spam ed il materiale illegale a vario titolo; altri, intenzionalmente, non effettuano nessuna scansione dei contenuti. Quasi tutti i principali server a pagamento schermano l'indirizzo IP del mittente nei messaggi inviati; le regole relative al trattamento dei dati personali possono variare molto a seconda dei casi.

## Università o altri enti pubblici
Alcune università o altri enti pubblici di ricerca offrono al pubblico l'accesso ad Usenet pur se variamente ristretto. Di solito, questi server accettano connessioni solo da determinate classi di indirizzi IP o domini e permettono esclusivamente la consultazione dei gruppi di testo. Il limite massimo di messaggi inviabili da un singolo utente per unità di tempo può essere altresì limitato per ridurre il rischio di abusi.

## News Server Pubblici
Alcuni enti non profit mantengono in vita news server pubblici cioè accessibili da chiunque e gratuitamente. Naturalmente, la qualità del servizio riflette la natura non economica di tali progetti; per contro, la privacy degli utenti viene generalmente molto protetta. Questi server sono di solito destinati agli utenti dei Paesi del Terzo Mondo o a quanti abbiano particolari problemi di privacy.